# David Knopfler
Pour les articles homonymes, voir Knopfler.
David Knopfler, né le 27 décembre 1952 à Glasgow, est un musicien britannique, l'un des membres fondateurs du groupe de rock Dire Straits avec son frère Mark Knopfler.
Il a contribué aux deux premiers albums du groupe (Dire Straits et Communiqué) en tant que guitariste à la rythmique exceptionnelle. Écrasé par la popularité de son frère Mark, leader incontesté de Dire Straits, il décide de quitter le groupe pendant la réalisation du troisième album, Making Movies, en 1980. Il se lance alors dans une carrière en solo.

## Biographie

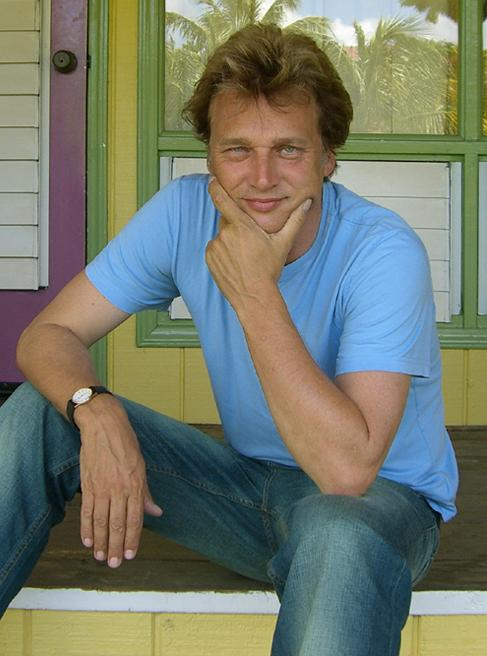
David Knopfler

### Enfance
Knopfler naît à Glasgow, en Ecosse, d'une mère anglaise, Louisa Mary, professeure, et d'un père juif hongrois, Erwin Knopfler, architecte.
Lorsqu'il a deux ans, sa famille emménage à Newcastle upon Tyne, en Angleterre, où il grandit et fréquente par la suite la Gosforth Grammar School.
A 11 ans, il possède une guitare, un piano et une batterie, et à 14 ans, il joue et chante ses propres compositions dans des clubs folks. 
Après avoir fréquenté l'Ecole polytechnique de Bristol, Knopfler devient travailleur social à Londres, où il partage un appartement avec John Illsley.

### Dire Straits
Mark Knopfler, son frère aîné, joue également de la guitare. David présente Mark à John Illsley, bassiste, et après avoir gagné l'intérêt du batteur Pick Withers, les quatre fondent en 1977 le groupe de rock Dire Straits. Un ami de Mark proposa le nom du groupe, faisant référence à leur supposée situation financière au moment où le groupe commence à se faire remarquer dans l'industrie de la musique. 
Il accompagne son frère Mark à la guitare rythmique, pendant que ce dernier est le guitariste soliste du groupe. David participe aux deux premiers albums du groupe : Dire Straits (1978) et Communiqué (1979). L'anxiété liée à la composition, à l'arrangement et à l'enregistrement des chansons de ces deux premiers albums, ainsi que des tournées l'amène à quitter le groupe alors en plein enregistrement de leur troisième album, Making Movies (1980), le laissant non crédité sur celui-ci. On peut toutefois observer sa présence sur des vidéos live, jouant quelques chansons de cet album.

### Carrière solo
Après son départ de Dire Straits, David Knopfler compose son premier album solo en 1983, Release. Son frère Mark Knopfler et John Illsley sont également présents sur cet album. Harry Bogdanovs, un ami de longue date, est crédité pour avoir coécrit trois titres de l'album et joué du synthétiseur.  
Behind the Lines, son second album, est réalisé en 1985, s'ensuit en 1987 un troisième album, Cut the Wire. En 1988, le label américain Cypress Records produit son quatrième album, Lips Against the Steel.

### Depuis 1990
Lifelines est produit en 1991 par le label Mercury, enregistré dans les Real World Studios. Cet album est suivi d'un nouveau, The Giver, distribué par MESA/Bluemoon aux États-Unis, et Ariola en Europe. Ses arrangements acoustiques épars lui accordent des critiques positives, tout comme l'album Small Mercies (1995), que Knopfler co-produit avec Harry Bogdanovs, et Chris White au saxophone. En 2001, Knopfler collabore à nouveau avec Bogdanovs pour l'album Wishbones. On y trouve dans ce dernier des collaborations avec Chris Rea et Eddi Reader. Son neuvième album solo, Ship of Dreams, sort en 2004, incluant une nouvelle fois une collaboration avec Chris Rea.
En mai 2005, Knopfler publie un recueil de poésie, Blood Stones and Rhythmic Beasts.
Le label de jazz canadien Justin Time Records distribue Ship of Dreams en octobre 2005 avec une réédition alternative du titre "Tears Fall" en collaboration avec Megan Slankard, qui remplace Julia Neigel sur l'édition européenne.

## Discographie

### Avec Dire Straits
- Dire Straits, 1978
- Communiqué, 1979
- Live at BBC (sorti en 1995 mais enregistré en 1978)
- (Making Movies (1980) David Knopfler a joué certaines chansons sur scène, mais il n'est pas crédité.)

### En solo
- Release, 1983
- Behind The Lines, 1985
- Cut The Wire, 1987
- Lips Against The Steel, 1988
- Lifelines, 1991
- The Giver, 1993
- Small Mercies, 1994
- Wishbones, 2001
- Ship Of Dreams, 2004
- Songs For The Siren, 2006
- Grace, 2015
- Heartlands, 2019
- Last Train Leaving, 2020
- Songs of Loss & Love, 2020
- Shooting for the Moon, 2021
- Skating On The Lake, 2022
- Crow Gift, 2023